# Montiopsis umbellata
Montiopsis umbellata är en källörtsväxtart som först beskrevs av Hipólito Ruiz López och Pav., och fick sitt nu gällande namn av D.I. Ford. Montiopsis umbellata ingår i släktet Montiopsis och familjen källörtsväxter. Inga underarter finns listade i Catalogue of Life.

## Bildgalleri

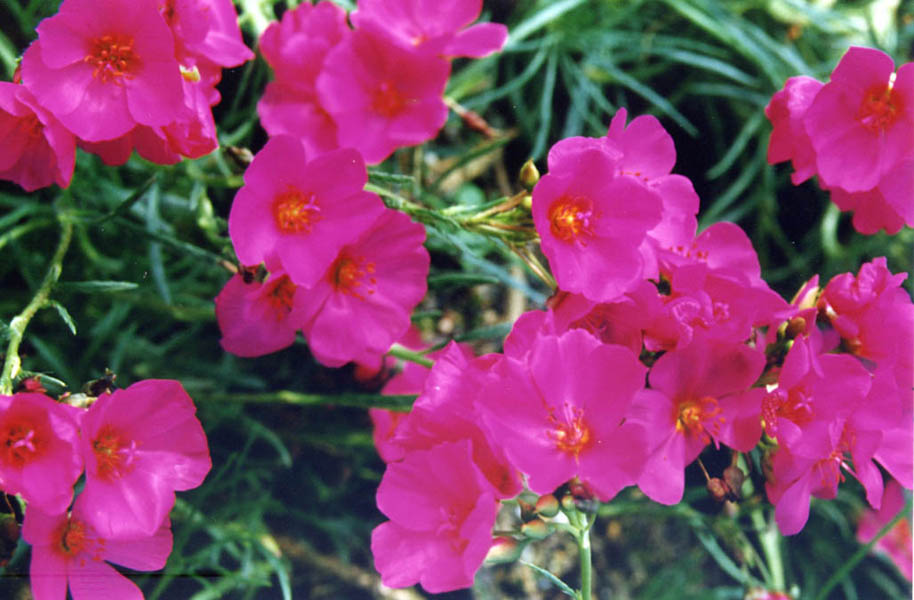
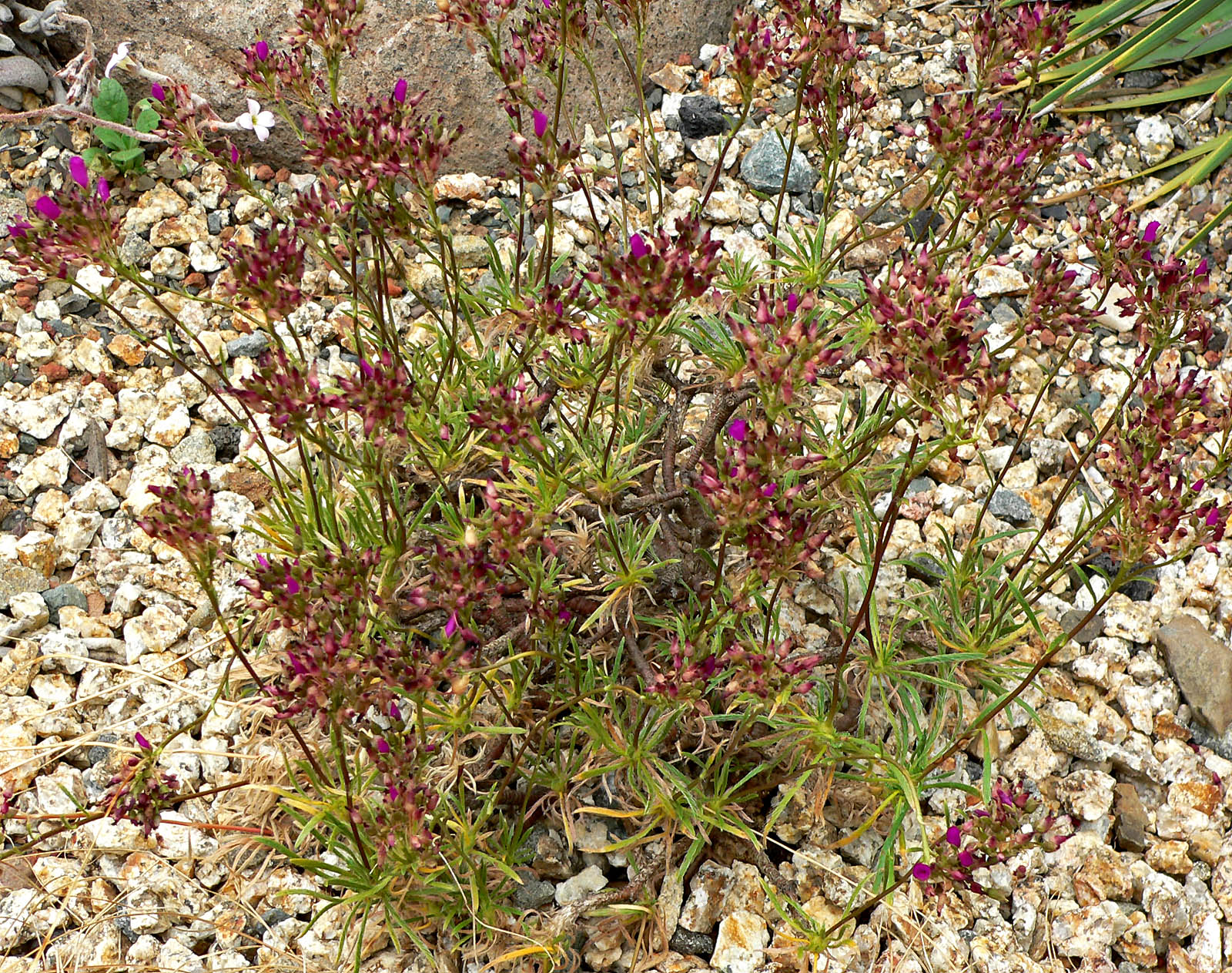
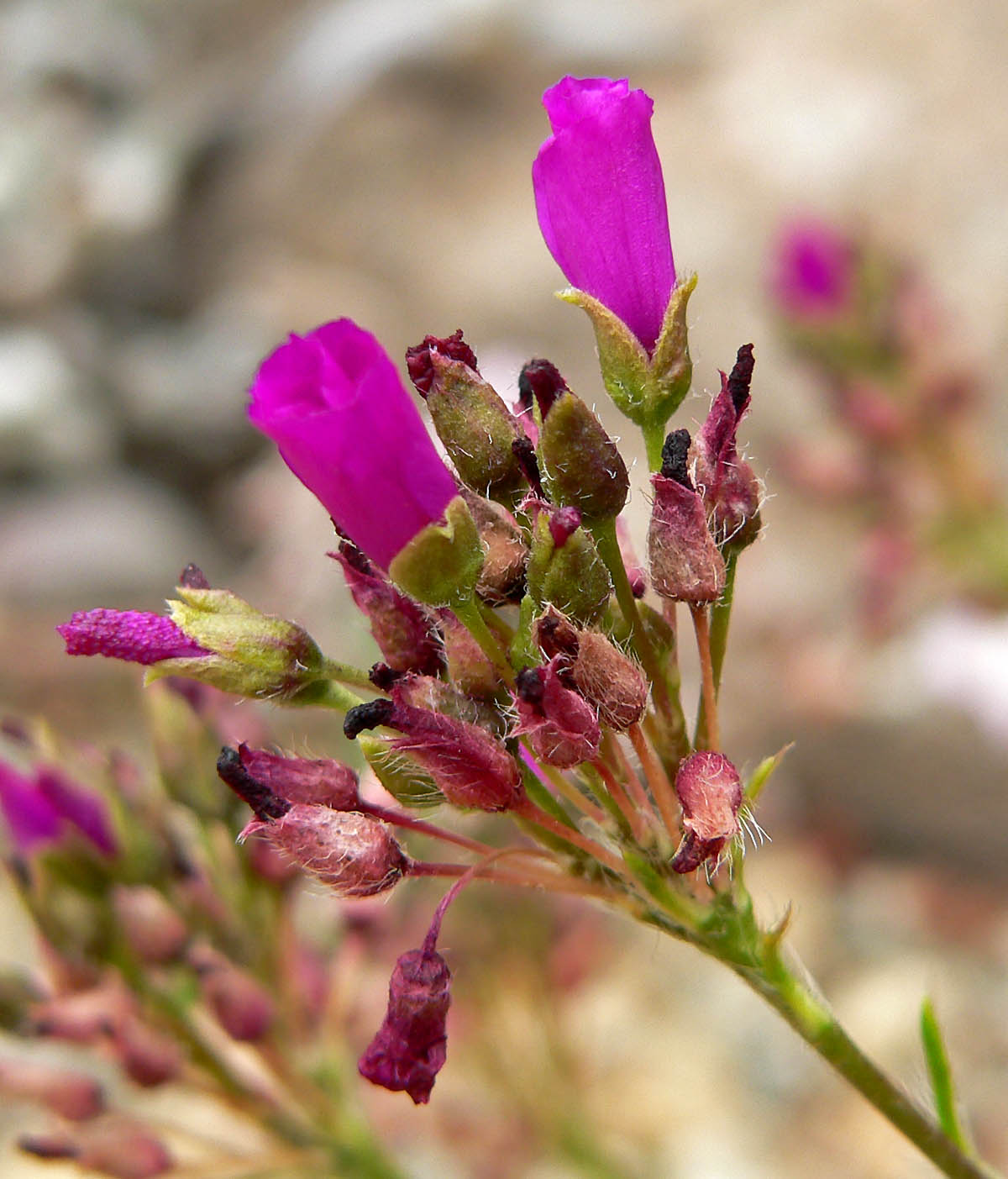